# Championnat du Tadjikistan de football 2009
Navigation
Saison précédente Saison suivante
La saison 2009 du Championnat du Tadjikistan de football est la 18e édition de la première division au Tadjikistan. La compétition regroupe dix clubs, qui s'affrontent deux fois, à domicile et à l'extérieur. En fin de saison, les deux derniers du classement sont relégués et remplacés par les deux meilleurs clubs de deuxième division.
C'est le club de Vakhsh Qurghonteppa qui remporte la compétition cette saison après avoir terminé en tête du classement final, avec cinq points d'avance sur Regar-TadAZ Tursunzoda et six sur le FK Khodjent. C'est le troisième titre de champion du Tadjikistan de l'histoire du club.

## Les clubs participants
| - Istiqlol Douchanbé - Promu de D2 - FK Spitamen - Promu de D2 - Regar-TadAZ Tursunzoda - FK Khodjent - Parvoz Bobojon Ghafurov | - Vakhsh Qurghonteppa - Energetik Douchanbé - SSKA Pamir Douchanbé - Ravshan Kulob - Guardia Douchanbé |

## Compétition
Le barème de points servant à établir le classement se décompose ainsi :
- Victoire : 3 points
- Match nul : 1 point
- Défaite : 0 point

### Classement
| Rang | Équipe                  | Pts | J  | G  | N | P  | Bp | Bc | Diff |
| ---- | ----------------------- | --- | -- | -- | - | -- | -- | -- | ---- |
| 1    | Vakhsh Qurghonteppa     | 46  | 18 | 15 | 1 | 2  | 44 | 15 | +29  |
| 2    | Regar-TadAZ TursunzodaT | 41  | 18 | 13 | 2 | 3  | 47 | 14 | +33  |
| 3    | FK Khodjent             | 40  | 18 | 13 | 1 | 4  | 36 | 15 | +21  |
| 4    | Istiqlol Douchanbé'P'C  | 36  | 18 | 11 | 3 | 4  | 41 | 18 | +23  |
| 5    | Energetik Douchanbé     | 32  | 18 | 10 | 2 | 6  | 41 | 26 | +15  |
| 6    | Parvoz Bobojon Ghafurov | 25  | 18 | 7  | 4 | 7  | 27 | 22 | +5   |
| 7    | Ravshan Kulob           | 17  | 18 | 5  | 2 | 11 | 25 | 45 | -20  |
| 8    | SSKA Pamir Douchanbé    | 8   | 18 | 2  | 2 | 14 | 16 | 42 | -26  |
| 9    | Guardia Douchanbé       | 8   | 18 | 2  | 2 | 14 | 10 | 55 | -45  |
| 10   | FK SpitamenP            | 6   | 18 | 1  | 3 | 14 | 9  | 44 | -35  |

|  | Qualification pour la Coupe du président de l'AFC 2010                       |
|  | Relégation en deuxième division                                              |
|  | T : Tenant du titre C : Vainqueur de la Coupe du Tadjikistan P : Promu de D2 |

## Bilan de la saison
| Championnat du Tadjikistan de football 2009 |                                |
| Champion                                    | Vakhsh Qurghonteppa (3e titre) |
| Coupes et trophées                          |                                |
| Vainqueur de la Coupe du Tadjikistan 2009   | Istiqlol Douchanbé             |
| Qualifications continentales                |                                |
| Coupe du président de l'AFC 2010            | Vakhsh Qurghonteppa            |
| Promotions et relégations                   |                                |
| Promus en Vysshaya Liga                     | Khayr Vahdat                   |
| Relégués en Deuxième division               | FK Spitamen                    |
| Relégués en Deuxième division               | Guardia Douchanbé              |